# Ciosy szatana

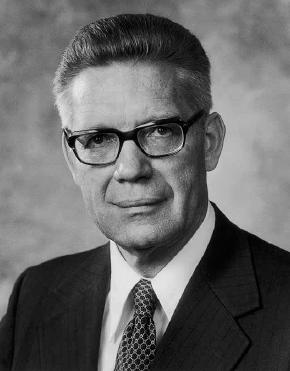
Bruce R. McConkie, członek Kworum Dwunastu Apostołów i specjalista w zakresie mormońskiej doktryny, w swych pismach analizował termin ciosy Szatana

Ciosy szatana (ang. buffetings of Satan) – wyrażenie używane w teologii ruchu świętych w dniach ostatnich (mormonów).
Kościół Jezusa Chrystusa Świętych w Dniach Ostatnich naucza, że jednostka, która otrzymała rozległą wiedzę duchową, zawarła święte przymierza, a następnie odstąpiła od tych złożonych Bogu przyrzeczeń, może być wydana szatanowi i wystawiona na jego ciosy – aż do momentu odbycia całkowitej i zupełnej pokuty. Grzech ten różni się w swej naturze od grzechu popełnionego na skutek niewiedzy. Zgodnie z mormońską interpretacją Paweł z Tarsu miał do niego nawiązać w wersetach od pierwszego do piątego rozdziału 1. Listu do Koryntian, jednak jaśniejsze zrozumienie tej doktryny miały przynieść dopiero objawienia otrzymane w obecnej dyspensacji.
We wczesnej mormońskiej historii grzech ten odnosił się do wiernych, którzy złamali przymierza przynależne do zjednoczonego porządku, zgodnie z dwunastym wersetem 78. rozdziału oraz z wersetami dwudziestym i dwudziestym pierwszym 82. rozdziału Nauk i Przymierzy. Zjednoczony porządek był nieudaną próbą budowania utopijnych społeczności opartych na wspólnocie własności. Ten sam grzech odnosi się do osoby, która została zapieczętowana w małżeństwie świątynnym, a później popełniła ciężki grzech i złamała w ten sposób swoje przymierza.
Starszy Bruce R. McConkie, członek Kworum Dwunastu Apostołów oraz specjalista w zakresie mormońskiej doktryny, wyjaśnił, że wystawienie na ciosy szatana obejmuje całkowite oddanie w jego ręce, bez jakiejkolwiek ochrony zapewnianej uprzednio przez moc prawości, boskości czy przez kapłaństwo. Wiąże się z trudnym do opisania cierpieniem, zarówno w życiu obecnym, jak i przyszłym. Szatan otrzymuje tym samym pełną swobodę nękania, prześladowania i dotykania grzesznika, włącznie z jego zniszczeniem w ciele fizycznym. Proces ten bywa niekiedy opisywany z wykorzystaniem symboliki siarki, spuszczonych krat czy też ognia piekielnego.
Ciosy szatana wyraźnie odróżnia się od ciosów i uderzeń wspominanych w Nowym Testamencie w kontekście cierpień doświadczanych przez Chrystusa, Pawła czy innych członków pierwotnego Kościoła.